# Großer Preis der USA 2002
Der Große Preis der USA 2002 (offiziell 2002 SAP United States Grand Prix) fand am 29. September auf dem Indianapolis Motor Speedway in Indianapolis statt und war das 16. Rennen der Formel-1-Weltmeisterschaft 2002.

## Berichte

### Hintergrund
Nach dem Großen Preis von Frankreich stand Michael Schumacher bereits als Weltmeister fest. Nach dem Großen Preis von Italien führte er in der Fahrerwertung uneinholbar mit 67 Punkten vor Rubens Barrichello und mit 84 Punkten vor Juan Pablo Montoya. In der Konstrukteurswertung stand Ferrari nach dem Großen Preis von Ungarn als Weltmeister fest. Sie führten vor dem Rennen mit 103 Punkten vor Williams-BMW und mit 132 Punkten vor McLaren-Mercedes.
Das Rennen ist eines von wenigen, in denen Bernd Mayländer das Safety-Car nicht fahren konnte und stattdessen Damien Faulkner für dieses Rennen die Rolle übernahm.
Vor dem Rennwochenende gab es einen Fahrerwechsel: Der bisherige Stammfahrer von Arrows, Heinz-Harald Frentzen ersetzte bei diesem Rennen Felipe Massa bei Sauber und bildete mit Nick Heidfeld eine deutsche Fahrerpaarung. Die Rennkommissare in Monza bestraften den Brasilianer für den vorletzten Saisonlauf in Indianapolis mit einer Rückversetzung in der Startaufstellung um zehn Startplätze, weil er beim Großen Preis von Italien eine Kollision mit dem Jaguar-Fahrer Pedro de la Rosa verursacht hatte. Damit hätte Massa kaum Punkte holen können, die Sauber zur Absicherung des fünften Platzes in der Konstrukteurswertung dringend benötigt hätte. Mit elf Punkten lagen die Schweizer nur knapp vor Jaguar (8). „Ich werde alles daran setzen, das Team im Kampf gegen die starke Konkurrenz zu unterstützen“, gab sich Frentzen kämpferisch. Frentzen hatte vorher ohnehin einen 1-Jahres-Vertrag bei Sauber unterschrieben und sollte dort Massa in der Saison 2003 ersetzen.
Mit Michael Schumacher (einmal) trat ein ehemaliger Sieger zu diesem Grand Prix an.

### Training
Vor dem Rennen am Sonntag fanden vier Trainingssitzungen statt, jeweils zwei am Freitag und Samstag. Die Sitzungen am Freitagmorgen und -nachmittag dauerten jeweils eine Stunde; die dritte und vierte Sitzung am Samstagmorgen dauerte jeweils 45 Minuten.
Trotz starkem Regen am frühen Freitagmorgen war die Strecke im ersten Training trocken und blieb das ganze Wochenende über trocken. In seiner ersten Runde prallte Barrichello als erster Formel-1-Fahrer seit drei Jahren auf dem Indianapolis Motor Speedway gegen die Betonwand im ovalen Abschnitt der Strecke. Als er gerade seine erste Runde beenden wollte, verlor sein linker Hinterreifen an Druck und das Auto wurde am oberen Ende der Hauptgeraden gegen die Außenwand geschleudert, wobei die linke hintere Ecke und der vordere Flügel abgerissen wurden. Barrichellos Auto verfehlte die energieabsorbierende Barriere aus Stahl und Schaum (SAFER), die im vergangenen Mai in allen ovalen Kurven vor der Betonwand installiert worden war. Der Ferrari fuhr am Ende von Kurve 13 über das Gras, die Böschung hinauf und traf am Anfang der Geraden auf die nackte Betonwand. Die schnellste Runde konnte Michael Schumacher fahren. Eddie Irvine und David Coulthard folgten auf den Plätzen zwei und drei.
Am Samstag war erneut Michael Schumacher der Schnellste, dieses Mal vor Barrichello. Dritter wurde Irvine.

### Qualifying
Das Qualifying am Samstagnachmittag dauerte eine Stunde. Jeder Fahrer war auf zwölf Runden begrenzt, wobei die Startreihenfolge durch die schnellsten Runden der Fahrer bestimmt wurde. Während dieser Sitzung war die 107-Prozent-Regel in Kraft, die erforderte, dass jeder Fahrer eine Zeit innerhalb von 107 % der schnellsten Runde aufstellte, um sich für das Rennen zu qualifizieren.
Michael Schumacher stellte mit einer Zeit von 1:10,790 Minuten einen neuen Qualifying-Rekord auf. Er schlug seinen Teamkollegen Barrichello um 0,268 Sekunden. Coulthard verdrängte Montoya in seiner letzten Runde um eine Tausendstelsekunde um den dritten Platz. Die Top Ten komplettierten Ralf Schumacher, Kimi Räikkönen, Jacques Villeneuve, Jarno Trulli, Giancarlo Fisichella und Heidfeld. Frentzen qualifizierte sich als Elfter.

### Warm Up
Im Warm Up war Michael Schumacher der Schnellste. Barrichello und Olivier Panis folgten.

### Rennen
Barrichello holte den Sieg mit 0,011 Sekunden Vorsprung auf Teamkollege Michael Schumacher, wobei die beiden Ferrari-Fahrer auf den letzten Metern des Rennens die Positionen tauschten. Es war der kleinste Vorsprung in einem amerikanischen Grand Prix und der geringste Vorsprung in einem Formel-1-Rennen seit der Einführung der Zeitmessung auf die nächste Tausendstelsekunde. Es war Ferraris achter Doppelsieg in dieser Saison. Michael Schumacher sagte nach dem Rennen: „Das Ende des Rennens war nicht geplant … Wir haben versucht, gemeinsam die Ziellinie zu überqueren, sind aber ein kleines bisschen gescheitert, und tatsächlich wussten wir nicht, wer gewonnen hatte, bis wir aus den Autos stiegen. Ich hatte einfach das Gefühl, dass Rubens es verdient hat, dieses Rennen zu gewinnen.“ Das Ferrari-Team hatte vor dem Wochenende erklärt, dass seine Fahrer im Rennen keinen Teamorders unterliegen würden. Vom Start weg führte Michael Schumacher Barrichello an und trennte sich bis auf einen kurzen Stint vor Coulthards einzigem Boxenstopp komplett vom Rest des Feldes. Der Abstand zwischen den beiden Führenden variierte zwischen einer und vier Sekunden.
Ralf Schumacher hatte einen deutlich besseren Start erwischt als Montoya und fuhr vor seinem Teamkollegen durch die erste Kurve. Als sie jedoch die vordere Gerade herunterkamen, um die zweite Runde zu beginnen, kollidierten die beiden. Montoya zog außen an Schumacher vorbei, der sich der Kurve näherte, und hatte so die bessere Linie. Als Schumacher von seiner Innenposition in die Kurve einbog, fuhr er über die Plastikbegrenzung, sein Hinterteil rutschte herum und traf die Seite von Montoyas Auto, als es vorbeifuhr. Anschließend legte Schumacher einen Boxenstopp für einen neuen Heckflügel ein. Montoya blieb von dem Vorfall unversehrt und hätte vielleicht um den dritten Platz kämpfen können, aber er missverstand eine Meldung an der Boxentafel und kam zehn Runden zu früh zu seinem einzigen Stopp. „Ich sah ein Schild und dachte, ich müsste reinkommen, und die Crew wusste nicht, dass ich kommen würde. Unglücklicherweise war es noch nicht an der Zeit, reinzukommen.“
Als die Boxenstopps vorbei waren (zwei für Ferrari auf Bridgestone, einer für McLaren und Williams auf Michelin-Reifen), lag Coulthard um die Länge der Hauptgeraden hinter Barrichello, aber sicher auf dem dritten Platz. Montoya schloss gegen Ende des Rennens auf, gefährdete den letzten Podiumsplatz aber nicht. Trulli und Villeneuve kämpften während des gesamten Rennens gegeneinander und wurden am Ende Fünfter und Sechster. Frentzen belegte am Ende den 13. Platz und fuhr keine Punkte für Sauber ein. Da auch die beiden Jaguar-Fahrer Irvine und de la Rosa keine Punkten holten, blieb es beim Abstand von drei Punkten zwischen den Teams.
Für eine Kuriosität sorge de la Rosa, als er sein festgefahrenes Auto neben der Straße parkte, welcher zu einer Grube führte. Beim Aussteigen wurde er von den Streckenposten aufgefordert, über die Absperrung zu springen. Er tat dies und stürzte sechs Fuß in einen kleinen Fluss. Er beschwerte sich danach bei der Presse über den Vorfall und sagte, die Marshals hätten ihm nicht gesagt, was sich hinter der Absperrung befinde.
In den Interviews nach dem Rennen änderten die Ferrari-Fahrer mehrmals ihre Geschichte darüber, was im Ziel passiert war. Zu Beginn des Jahres war Barrichello angewiesen worden, Michael Schumacher in der letzten Runde vorbeizulassen, damit er den Großen Preis von Österreich 2002 gewinnen konnte. Mit der Fahrer-Meisterschaft, die Michael Schumacher längst gesichert hatte, glaubte man, dass er Barrichello bei diesem Rennen den Gefallen erwiderte.

## Meldeliste
| Team                       | Nr. | Fahrer                | Chassis        | Motor                         | Reifen |
| -------------------------- | --- | --------------------- | -------------- | ----------------------------- | ------ |
| Scuderia Ferrari Marlboro  | 01  | Michael Schumacher    | Ferrari F2002  | Ferrari 051 3.0 V10           | B      |
| Scuderia Ferrari Marlboro  | 02  | Rubens Barrichello    | Ferrari F2002  | Ferrari 051 3.0 V10           | B      |
| West McLaren Mercedes      | 03  | David Coulthard       | McLaren MP4-17 | Mercedes-Benz FO 110M 3.0 V10 | M      |
| West McLaren Mercedes      | 04  | Kimi Räikkönen        | McLaren MP4-17 | Mercedes-Benz FO 110M 3.0 V10 | M      |
| BMW.WilliamsF1 Team        | 05  | Ralf Schumacher       | Williams FW24  | BMW P82 3.0 V10               | M      |
| BMW.WilliamsF1 Team        | 06  | Juan Pablo Montoya    | Williams FW24  | BMW P82 3.0 V10               | M      |
| Sauber Petronas            | 07  | Nick Heidfeld         | Sauber C21     | Petronas 02A 3.0 V10          | B      |
| Sauber Petronas            | 08  | Heinz-Harald Frentzen | Sauber C21     | Petronas 02A 3.0 V10          | B      |
| DHL Jordan Honda           | 09  | Giancarlo Fisichella  | Jordan EJ12    | Honda RA 002E 3.0 V10         | B      |
| DHL Jordan Honda           | 10  | Takuma Satō           | Jordan EJ12    | Honda RA 002E 3.0 V10         | B      |
| Lucky Strike BAR Honda     | 11  | Jacques Villeneuve    | BAR 004        | Honda RA 002E 3.0 V10         | B      |
| Lucky Strike BAR Honda     | 12  | Olivier Panis         | BAR 004        | Honda RA 002E 3.0 V10         | B      |
| Mild Seven Renault F1 Team | 14  | Jarno Trulli          | Renault R202   | Renault RS22 3.0 V10          | M      |
| Mild Seven Renault F1 Team | 15  | Jenson Button         | Renault R202   | Renault RS22 3.0 V10          | M      |
| Jaguar Racing              | 16  | Eddie Irvine          | Jaguar R3      | Ford Cosworth CR-3 3.0 V10    | M      |
| Jaguar Racing              | 17  | Pedro de la Rosa      | Jaguar R3      | Ford Cosworth CR-3 3.0 V10    | M      |
| KL Minardi Asiatech        | 22  | Alex Yoong            | Minardi PS02   | Asiatech AT02 3.0 V10         | M      |
| KL Minardi Asiatech        | 23  | Mark Webber           | Minardi PS02   | Asiatech AT02 3.0 V10         | M      |
| Panasonic Toyota Racing    | 24  | Mika Salo             | Toyota TF102   | Toyota RVX-02 3.0 V10         | M      |
| Panasonic Toyota Racing    | 25  | Allan McNish          | Toyota TF102   | Toyota RVX-02 3.0 V10         | M      |

## Klassifikation

### Qualifying
| Pos.                                                                        | Fahrer                | Konstrukteur     | Zeit     | Start |
| --------------------------------------------------------------------------- | --------------------- | ---------------- | -------- | ----- |
| 01                                                                          | Michael Schumacher    | Ferrari          | 1:10,790 | 01    |
| 02                                                                          | Rubens Barrichello    | Ferrari          | 1:11,058 | 02    |
| 03                                                                          | David Coulthard       | McLaren-Mercedes | 1:11,413 | 03    |
| 04                                                                          | Juan Pablo Montoya    | Williams-BMW     | 1:11,414 | 04    |
| 05                                                                          | Ralf Schumacher       | Williams-BMW     | 1:11,587 | 05    |
| 06                                                                          | Kimi Räikkönen        | McLaren-Mercedes | 1:11,633 | 06    |
| 07                                                                          | Jacques Villeneuve    | BAR-Honda        | 1:11,738 | 07    |
| 08                                                                          | Jarno Trulli          | Renault          | 1:11,888 | 08    |
| 09                                                                          | Giancarlo Fisichella  | Jordan-Honda     | 1:11,902 | 09    |
| 10                                                                          | Nick Heidfeld         | Sauber-Petronas  | 1:11,953 | 10    |
| 11                                                                          | Heinz-Harald Frentzen | Sauber-Petronas  | 1:12,083 | 11    |
| 12                                                                          | Olivier Panis         | BAR-Honda        | 1:12,161 | 12    |
| 13                                                                          | Eddie Irvine          | Jaguar-Cosworth  | 1:12,282 | 13    |
| 14                                                                          | Jenson Button         | Renault          | 1:12,401 | 14    |
| 15                                                                          | Takuma Satō           | Jordan-Honda     | 1:12,647 | 15    |
| 16                                                                          | Allan McNish          | Toyota           | 1:12,723 | 16    |
| 17                                                                          | Pedro de la Rosa      | Jaguar-Cosworth  | 1:12,739 | 17    |
| 18                                                                          | Mark Webber           | Minardi-Asiatech | 1:13,128 | 18    |
| 19                                                                          | Mika Salo             | Toyota           | 1:13,213 | 19    |
| 20                                                                          | Alex Yoong            | Minardi-Asiatech | 1:13,809 | 20    |
| 107-Prozent-Zeit: 1:15,745 min (bezogen auf die Bestzeit von 1:10,790 min.) |                       |                  |          |       |

### Rennen
| Pos. | Fahrer                | Konstrukteur     | Runden | Stopps | Zeit        | Start | Schnellste Runde |
| ---- | --------------------- | ---------------- | ------ | ------ | ----------- | ----- | ---------------- |
| 01   | Rubens Barrichello    | Ferrari          | 73     | 2      | 1:31:07,934 | 02    | 1:12,738 (27.)   |
| 02   | Michael Schumacher    | Ferrari          | 73     | 2      | + 0,011     | 01    | 1:12,754 (26.)   |
| 03   | David Coulthard       | McLaren-Mercedes | 73     | 1      | + 7,799     | 03    | 1:13,481 (41.)   |
| 04   | Juan Pablo Montoya    | Williams-BMW     | 73     | 1      | + 9,911     | 04    | 1:12,798 (72.)   |
| 05   | Jarno Trulli          | Renault          | 73     | 1      | + 56,847    | 08    | 1:14,026 (27.)   |
| 06   | Jacques Villeneuve    | BAR-Honda        | 73     | 2      | + 58,211    | 07    | 1:13,848 (48.)   |
| 07   | Giancarlo Fisichella  | Jordan-Honda     | 72     | 1      | + 1 Runde   | 09    | 1:14,025 (34.)   |
| 08   | Jenson Button         | Renault          | 72     | 1      | + 1 Runde   | 14    | 1:14,265 (71.)   |
| 09   | Nick Heidfeld         | Sauber-Petronas  | 72     | 2      | + 1 Runde   | 10    | 1:14,557 (27.)   |
| 10   | Eddie Irvine          | Jaguar-Cosworth  | 72     | 1      | + 1 Runde   | 13    | 1:14,190 (41.)   |
| 11   | Takuma Satō           | Jordan-Honda     | 72     | 2      | + 1 Runde   | 15    | 1:14,556 (47.)   |
| 12   | Olivier Panis         | BAR-Honda        | 72     | 2      | + 1 Runde   | 12    | 1:14,263 (47.)   |
| 13   | Heinz-Harald Frentzen | Sauber-Petronas  | 71     | 2      | + 2 Runden  | 11    | 1:14,796 (64.)   |
| 14   | Mika Salo             | Toyota           | 71     | 2      | + 2 Runden  | 19    | 1:14,672 (54.)   |
| 15   | Allan McNish          | Toyota           | 71     | 1      | + 2 Runden  | 16    | 1:14,882 (40.)   |
| 16   | Ralf Schumacher       | Williams-BMW     | 71     | 2      | + 2 Runden  | 05    | 1:13,260 (71.)   |
| –    | Kimi Räikkönen        | McLaren-Mercedes | 50     | 1      | DNF         | 06    | 1:13,819 (42.)   |
| –    | Alex Yoong            | Minardi-Asiatech | 46     | 1      | DNF         | 20    | 1:15,347 (38.)   |
| –    | Mark Webber           | Minardi-Asiatech | 38     | 0      | DNF         | 18    | 1:15,367 (29.)   |
| –    | Pedro de la Rosa      | Jaguar-Cosworth  | 27     | 0      | DNF         | 17    | 1:15,498 (25.)   |

## WM-Stände nach dem Rennen
Die ersten sechs des Rennens bekamen 10, 6, 4, 3, 2 bzw. 1 Punkt(e).

### Fahrerwertung
| Pos. | Fahrer               | Konstrukteur     | Punkte |
| ---- | -------------------- | ---------------- | ------ |
| 01   | Michael Schumacher   | Ferrari          | 134    |
| 02   | Rubens Barrichello   | Ferrari          | 71     |
| 03   | Juan Pablo Montoya   | Williams-BMW     | 47     |
| 04   | Ralf Schumacher      | Williams-BMW     | 42     |
| 05   | David Coulthard      | McLaren-Mercedes | 41     |
| 06   | Kimi Räikkönen       | McLaren-Mercedes | 20     |
| 07   | Jenson Button        | Renault          | 13     |
| 08   | Jarno Trulli         | Renault          | 9      |
| 09   | Eddie Irvine         | Jaguar-Cosworth  | 8      |
| 10   | Nick Heidfeld        | Sauber-Petronas  | 7      |
| 11   | Giancarlo Fisichella | Jordan-Honda     | 7      |
| 12   | Jacques Villeneuve   | BAR-Honda        | 4      |

| Pos. | Fahrer                | Konstrukteur                      | Punkte |
| ---- | --------------------- | --------------------------------- | ------ |
| 13   | Felipe Massa          | Sauber-Petronas                   | 4      |
| 14   | Olivier Panis         | BAR-Honda                         | 3      |
| 15   | Mark Webber           | Minardi-Asiatech                  | 2      |
| 16   | Mika Salo             | Toyota                            | 2      |
| 17   | Heinz-Harald Frentzen | Arrows-Cosworth / Sauber-Petronas | 2      |
| 18   | Allan McNish          | Toyota                            | 0      |
| 19   | Alex Yoong            | Minardi-Asiatech                  | 0      |
| 20   | Pedro de la Rosa      | Jaguar-Cosworth                   | 0      |
| 21   | Takuma Satō           | Jordan-Honda                      | 0      |
| 22   | Enrique Bernoldi      | Arrows-Cosworth                   | 0      |
| –    | Anthony Davidson      | Minardi-Asiatech                  | 0      |

### Konstrukteurswertung
| Pos. | Konstrukteur     | Punkte |
| ---- | ---------------- | ------ |
| 01   | Ferrari          | 205    |
| 02   | Williams-BMW     | 89     |
| 03   | McLaren-Mercedes | 61     |
| 04   | Renault          | 22     |
| 05   | Sauber-Petronas  | 11     |
| 06   | Jaguar-Cosworth  | 8      |

| Pos. | Konstrukteur     | Punkte |
| ---- | ---------------- | ------ |
| 07   | Jordan-Honda     | 7      |
| 08   | BAR-Honda        | 7      |
| 09   | Minardi-Asiatech | 2      |
| 10   | Toyota           | 2      |
| 11   | Arrows-Cosworth  | 2      |